# X-szárnyú vadászgép
Az X-szárnyú egy űrvadászgép George Lucas Csillagok háborúja filmjeiben és ezek feldolgozásaiban. 
A film első trilógiájában a vadászgép a Lázadók Szövetségének egyik legkorszerűbb fegyvere, mindegyik filmben feltűnik (de a IV. részben kap kiemelt szerepet). X-szárnyúakból állt a híres Zsivány osztag, aminek olyan híres tagjai voltak, mint Luke Skywalker és Wedge Antilles. Az X-szárnyú a filmen kívül népszerű a modellezők körében is. Az Ellenállás és az Új Köztársaság idejében továbbfejlesztették a típust.

## Története
Az X-szárnyú vadászgépet eredetileg egy távoli rendszer rezsimjének vezetői rendelték meg az Incom cégtől, akiknek ez volt az utolsó projektjük, mielőtt a Birodalom bekebelezte őket. Történt ugyanis, hogy a Birodalom gyanút fogott a céggel kapcsolatban, hogy mérnökei szimpatizálnak a Lázadókkal. Tengerészgyalogosok rajtaütöttek a gyáron, de csodával határos módon a tervrajzokat és az X-szárnyú prototípusát, egy Szövetségi akció keretein belül sikerült kimenekíteni a Lázadókhoz. A Star Wars: Empire at War című stratégiai játék dolgozza fel ezt az akciót.
Ezután a Galaktikus polgárháborúban a lázadók egyik leghatékonyabb vadászgépe lett. A típus első jelentős sikere – és a lázadók első nagyobb, s egyúttal sorsdöntő űrben vívott katonai győzelme volt (legalábbis a IV. epizód bevezető szövege szerint), amikor egy X-szárnyúakból álló raj (Ès az egèsz lázadó flotta) rajtaütött a birodalom Scarifi bázisán, és közben megszerezték a Halálcsillag tervrajzait. X-szárnyúakból állt a híres Zsivány osztag is – előtte Vörös Század – és számtalan további űrcsatában kivették a részüket. X-szárnyúakhoz köthető hőstettek amikor Luke Skywalker egy X-szárnyút vezetve lőtte ki az első Halálcsillagot, ugyancsak ezzel a géppel Wedge Antilles az Ezeréves Sólyommal karöltve pusztították el a második Halálcsillagot.  
Az X-szárnyú óta készítettek már fejlettebb vadászgépeket is (elsősorban az A-szárnyú űrvadászgépet), de az Új Köztársaság idejében is meghatározó eleme volt az űrflottának.

## Külső kinézete
Az X-szárnyú egyszemélyes vadászgép, a nevét onnan kapta, hogy szárnyai szétnyithatók, így kereszt alakot formáznak. A keresztszárnyak növelik a fedélzeti fegyverek tűzerejét, valamint javítják a manőverezhetőséget, de ez által sebezhetőbbé válnak.
Az X-szárnyú vadászgép védelmét a titán-ötvözetből épített, megerősített sárkányszerkezet, valamint a Chempat pajzsgenerátor adja. A kisebb erejű találatok nem befolyásolják döntően a vadászgép teljesítményét.
Biztonságos vadászgépről van szó, ezt garantálja a teljes egészében katapultálható kabin. Ezért a pilótáknak nincs szükségük légmentesen záró szkafanderre és a nehéz sisakra, elég egy egyszerű overall és a nehezebb landolások okozta sérülések elleni könnyebb repülős sisak viselete.
A pilótafülke mögött kialakított kis üregben foglal helyet az Industrial Automation cég R2-es asztromechanikai droidja. A robot elvégzi a repülés közben adódó karbantartásokat, kiszámolja a hiperugrások koordinátáit, valamint a repülés alatt hasznos tanácsokkal segíti a pilótát, amit megjelenít a pilótafülkében. Az R2-es egység végzi továbbá a fénysebesség feletti, repülés közbeni navigációs feladatokat is.
Vezethetősége könnyű, így a kadétok könnyen megtanulhatják a repülés alapjait, az X-szárnyú azon kívül, hogy remek vadászgép, kitűnő gyakorlógép is, amivel jócskán lerövidíthetik a kiképzési időt.

## Technikai adatok

### Fegyverzet
A szárnyvégeken rögzítve találhatóak a Taim and Back KX9-es jelzésű lézerágyúk, valamint az orr részbe épített két darab Krupx MG7-es protontorpedó vetők. A 4 db lézerágyú képes akár egymás után egyenként, vagy akár párban is tüzelni. Fontos tartozék a három darab protontorpedó, ezzel a speciális fegyverrel pusztította el a Szövetség a Halálcsillagot a Yavini csatában.

## Csatában az X-szárnyú
Az X-szárnyú elsősorban űrcsatákban vesz részt, méltó ellenfele a birodalmi TIE vadász. Ezek és a birodalmi bombázók ellen vethetők be leghatékonyabban. X-szárnyúaknak önmagukban csak a hozzá hasonló méretű űrrepülők ellen van esélye -elméletileg, ámbár mindkét Halálcsillag pusztulásában kulcsszerepet játszottak azok tervezési hibái miatt. Támogatás nélküli X-szárnyú rajjal egy birodalmi csillagrombolónak vagy fregattnak nekimenni általában öngyilkosság (C-3PO számításai szerint 1 421 234 142 az egyhez az esély, hogy túléljenek egy ilyesfajta találkozást) – viszont Y-szárnyú bombázókkal kiegészítve, kifejezetten jó esélyük van bármilyen típusú birodalmi csillagromboló elpusztítására is.